# Tourenwagen-Europameisterschaft 2002
Die Tourenwagen-Europameisterschaft 2002 umfasste 10 Stationen, bei denen jeweils 2 Läufe gefahren wurden. In der ersten Saisonhälfte dominierten die Alfa Romeo und vor allem Fabrizio Giovanardi das Geschehen. Erst in der zweiten Saisonhälfte konnte BMW, aufgrund von Regeländerungen, die für mehr Ausgeglichenheit sorgen sollten, diese Dominanz durchbrechen. Aber Giovanardi hatte einen zu großen Vorsprung in der Meisterschaft und wurde überlegen Europameister.

## Kalender
| Rennen | Datum        | Land                   | Strecke           | Sieger              | Marke und Modell   |
| ------ | ------------ | ---------------------- | ----------------- | ------------------- | ------------------ |
| 1      | 21. April    | Frankreich             | Magny-Cours       | Fabrizio Giovanardi | Alfa Romeo 156 Gta |
| 2      | 21. April    | Frankreich             | Magny-Cours       | Fabrizio Giovanardi | Alfa Romeo 156 Gta |
| 3      | 5. Mai       | Vereinigtes Königreich | Silverstone       | Nicola Larini       | Alfa Romeo 156 Gta |
| 4      | 5. Mai       | Vereinigtes Königreich | Silverstone       | Fabrizio Giovanardi | Alfa Romeo 156 Gta |
| 5      | 19. Mai      | Tschechien             | Brünn             | Fabrizio Giovanardi | Alfa Romeo 156 Gta |
| 6      | 19. Mai      | Tschechien             | Brünn             | Fabrizio Giovanardi | Alfa Romeo 156 Gta |
| 7      | 2. Juni      | Spanien                | Jarama            | Fabrizio Giovanardi | Alfa Romeo 156 Gta |
| 8      | 2. Juni      | Spanien                | Jarama            | Nicola Larini       | Alfa Romeo 156 Gta |
| 9      | 30. Juni     | Schweden               | Anderstorp        | Nicola Larini       | Alfa Romeo 156 Gta |
| 10     | 30. Juni     | Schweden               | Anderstorp        | Jörg Müller         | BMW 320i E46       |
| 11     | 14. Juli     | Deutschland            | Oschersleben      | Dirk Müller         | BMW 320i E46       |
| 12     | 14. Juli     | Deutschland            | Oschersleben      | Dirk Müller         | BMW 320i E46       |
| 13     | 3. August    | Belgien                | Spa-Francorchamps | Nicola Larini       | Alfa Romeo 156 Gta |
| 14     | 3. August    | Belgien                | Spa-Francorchamps | Jörg Müller         | BMW 320i E46       |
| 15     | 2. September | Italien                | Enna-Pergusa      | Fabrizio Giovanardi | Alfa Romeo 156 Gta |
| 16     | 2. September | Italien                | Enna-Pergusa      | Fabrizio Giovanardi | Alfa Romeo 156 Gta |
| 17     | 6. Oktober   | Vereinigtes Königreich | Donington         | Dirk Müller         | BMW 320i E46       |
| 18     | 6. Oktober   | Vereinigtes Königreich | Donington         | Jörg Müller         | BMW 320i E46       |
| 19     | 10. Oktober  | Portugal               | Estoril           | Fabrizio Giovanardi | Alfa Romeo 156 Gta |
| 20     | 10. Oktober  | Portugal               | Estoril           | Jörg Müller         | BMW 320i E46       |

## Punktestand

### Fahrer
| Pl. | Fahrer              | Punkte |
| --- | ------------------- | ------ |
| 1.  | Fabrizio Giovanardi | 122    |
| 2.  | Jörg Müller         | 93     |
| 3.  | Nicola Larini       | 86     |
| 4.  | Dirk Müller         | 70     |
| 5.  | Rickard Rydell      | 56     |
| 6.  | Fredrik Ekblom      | 21     |
| 7.  | Tom Coronel         | 16     |
| 8.  | Jordi Gené          | 12     |
| 9.  | Duncan Huisman      | 9      |
| 10. | Paolo Ruberti       | 7      |

| Pl. | Fahrer               | Punkte |
| --- | -------------------- | ------ |
|     | James Hanson         | 7      |
| 12. | Roberto Colciago     | 6      |
| 13. | Fabrizio De Simone   | 5      |
| 14. | Gabriele Tarquini    | 4      |
| 15. | Tommy Rustad         | 2      |
| 16. | Peter Kox            | 1      |
|     | Luis Villamil        | 1      |
|     | Tom Ferrier          | 1      |
|     | Pierre-Yves Corthals | 1      |

### Hersteller
| Pl. | Fahrer     | Punkte |
| --- | ---------- | ------ |
| 1.  | Alfa Romeo | 217    |
| 2.  | BMW        | 192    |
| 3.  | Volvo      | 63     |
| 4.  | Nissan     | 2      |